# Caradrina tenebrosa
Caradrina tenebrosa là một loài bướm đêm trong họ Noctuidae.